# Hyssopus novus
Hyssopus novus är en stekelart som beskrevs av Girault 1917. Hyssopus novus ingår i släktet Hyssopus och familjen finglanssteklar. Inga underarter finns listade i Catalogue of Life.